# Paolo Antonio Pirazzoli
Ne doit pas être confondu avec Michèle Pirazzoli-T'Serstevens.
Paolo Antonio Pirazzoli, né le 21 mai 1939 à Venise et mort le 2 septembre 2017 dans le 20e arrondissement de Paris est un géomorphologue italo-français dont les travaux portent en particulier sur les variations du niveau de la mer.

## Biographie
Paolo Pirazzoli est diplômé en génie civil de Palerme, puis il étudie en France et devient ingénieur. En septembre 1968 il est licencié par l'entreprise qui l'emploie. Il rencontre et épouse Michèle Pirazzoli-t'Serstevens, universitaire spécialisée dans la civilisation chinoise. Il s'oriente vers la recherche. En 1976 il soutient une thèse de doctorat en géographie sur les variations au niveau marin depuis 2000 ans. Il est naturalisé français le 2 juin 1978.
Il rejoint le groupe de recherche côtière dirigé par le géographe Fernand Verger, à l'École Normale Supérieure de Paris.
En 1993 il est nommé directeur de recherche au Laboratoire de géographie physique, CNRS (Meudon-Bellevue).
Les recherches de Paolo Pirazzoli ont commencé par l'étude des inondations dans la lagune de Venise. Puis il a étudié les niveaux marins au cours des deux derniers millénaires, études qu'il étend ensuite à l'holocène (derniers 10.000 ans) et au quaternaire.
Il montre qu'aucune région littorale n'était verticalement stable et qu'il n'est pas possible de déterminer une courbe unique des variations du niveau de la mer valable pour le monde entier.
Paolo Antonio Pirazzoli a publié des articles dans les  Annales de géographie, le Bulletin de l'Association de Géographes Français, Géologie Méditerranéenne, Géomorphologie, L'Espace géographique, Méditerranée, MOM éditions, Quaternaire.

## Publications
- La relativité des niveaux de mer, Mappemonde, 52, 1998 [lire en ligne]
- Les littoraux, leur évolution, Paris, 1993, Nathan, 191 p.
- Les variations du niveau marin depuis 2000 ans, Dinard, 1976, Laboratoire de géomorphologie E.P.H.E., 421 p.
- Inondations et niveaux marins à Venise, Dinard, 1973, Laboratoire de géomorphologie E.P.H.E. 284 p.